# ビル・フェルナンデス
ビル・フェルナンデス（Bill Fernandez）は、アメリカ合衆国のコンピュータ技術者である。スティーブ・ジョブズをスティーブ・ウォズニアックに紹介したことで知られている。
裁判官のビル・フェルナンデスとバンビ・フェルナンデス（どちらもスタンフォード大学の卒業生）の子として生まれた。
ホームステッド高校の生徒であるスティーブ・ジョブズを友人のスティーブ・ウォズニアック（ホームステッドの卒業生でもある）に紹介した。
1977年にApple Computerの最初の従業員（社員番号4）となった。Apple IとApple IIの両方の開発に関わり、1980年代にはMacintosh開発チームのメンバーだった。また、Classic Mac OS、QuickTime、HyperCardのユーザーインターフェイスの開発に貢献し、1994年にユーザーインターフェイスの特許を取得した。
スティーブ・ジョブズの生涯を描いた2013年の映画『スティーブ・ジョブズ』では、ヴィクター・ラサックがフェルナンデスを演じた。